# Robert Rehm
Robert Wilhelm Peter Rehm (* 30. September 1926; † 25. Januar 2012) war ein deutscher Politiker (SPD), Kreistagsabgeordneter und Kreispräsident.

## Leben
Rehm war von 1961 bis 1988 Rektor der Grund- und Hauptschule am Roggenfeld, heute Rosenstadtschule in Uetersen. Er war SPD-Mitglied, von 1962 bis 1986 Mitglied der Uetersener Ratsversammlung. Von 1964 bis 1976 bekleidete er das Amt des 1. Stadtrats und war stellvertretender Bürgermeister. Er wirkte in mehreren Ausschüssen mit, war Aufsichtsratsvorsitzender der Uetersener Eisenbahn und vom 14. Juni 1976 bis 31. März 1986 war er als Bürgervorsteher erster Repräsentant der Stadt Uetersen. Robert Rehm war ab 1959 Kreistagsabgeordneter und in den Jahren 1970 bis 1974 Kreispräsident des Kreises Pinneberg. Danach war Rehm bis 1986 1. Stellvertretender Kreispräsident.
Rehm wurde für seine Verdienste um die Kommunale Selbstverwaltung 1981 mit der Freiherr-vom-Stein-Medaille ausgezeichnet. Für sein weiteres Wirken, unter anderen im Schul- und Kulturausschuss des Kreises Pinneberg, wurde er 1987 mit dem Bundesverdienstkreuz am Bande ausgezeichnet. Im Juni 2005 folgte die Ehrung für mehr als zehn Jahre Kreistagsabgeordneter im Kreistag des Kreises Pinneberg.

## Auszeichnungen
- 1987 Bundesverdienstkreuz am Bande